# Lago Chüebodensee
O Lago Chüebodensee é um lago de montanha localizado próximo a Sernftal no cantão de Glarus na Suíça. Encontra-se acima da localidade de Elm, a uma altitude de cerca de 2046 m. Tem uma superfície de 1,4 hectares. 